# Fouilloy, Oise

Fouilloy este o comună în departamentul Oise, Franța. În 1 ianuarie 2022 avea o populație de 217 de locuitori.